# Олијан (Њујорк)
Олијан (енгл. Olean) град је у америчкој савезној држави Њујорк. По попису становништва из 2010. у њему је живело 14.452 становника.

## Демографија
Према попису становништва из 2010. у граду је живело 14.452 становника, што је 895 (5,8%) становника мање него 2000. године.
| Група             | 2000.          | 2010.          |
| Белци             | 14.211 (92,6%) | 12.904 (89,3%) |
| Афроамериканци    | 532 (3,5%)     | 529 (3,7%)     |
| Азијати           | 136 (0,9%)     | 188 (1,3%)     |
| Хиспаноамериканци | 190 (1,2%)     | 329 (2,3%)     |
| Укупно            | 15.347         | 14.452         |